# Geschichte Norwegens von Harald Hårfagre bis zur Reichseinigung

Die Geschichte Norwegens von Harald Hårfagre bis zur Reichseinigung umfasst die Entwicklungen auf dem Gebiet des Königreiches Norwegen von der Krönung König Harald I. im 9. Jahrhundert bis zur Reichseinigung in den 1060er Jahren.

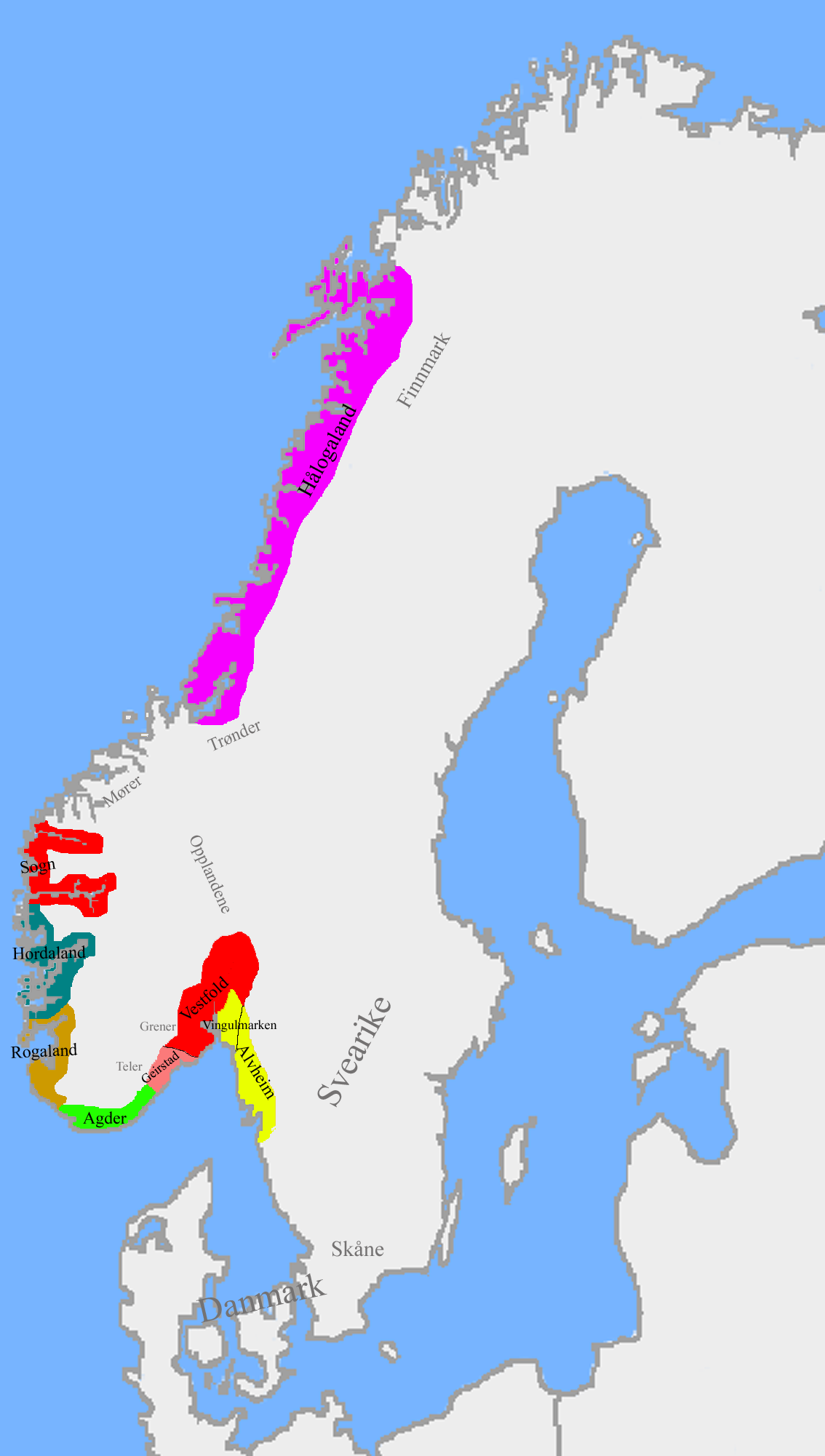
Die Machtverhältnisse zur Zeit des Todes von Halfdan dem Schwarzen, dem Vater Harald Hårfagres. Rot sind die ersten Eroberungen Harald Hårfagres.

## Ereignisse
Um 800 bis 850 wurde eine Reihe großer Schiffsgräber in Avaldsnes (Zentral-Karmøy) errichtet. Sie zeugen von einem neuen Machtzentrum nach Rivalitäten insbesondere mit dem Häuptling von Ferkingstad (Süd-Karmøy), das gegen Ende des 8. Jahrhunderts hier entstanden ist. Am Ende setzte sich offenbar ein Häuptling mit Hauptsitz in Åkra (West-Karmøy, heute Åkrehamn) durch. Die Unruhen, die zur Auflösung des westnorwegischen Kleinkönigtums von Bøvågen (an der Küste zum Karmøysund) führten, nutzte offenbar Harald Hårfagre bei seiner Eroberung. Es wird überwiegend angenommen, dass er von außen als Eroberer kam, aber es wird diskutiert, woher er kam und welchen Hintergrund er hatte. Selbst die Königssagas stimmen darin nicht überein. Am Ende seines Lebens wird er als König von Westland bezeichnet mit seinen Gütern in Rogaland und Hordaland. Die Sagaliteratur berichtet, er habe Verbindungen nach Sogn, der Vater sei der König von Oppland Halvdan Svarte und die Mutter Ragnhild, die Tochter Harald Gullskeggs in Sogn gewesen. Er soll bei seinem Großvater mütterlicherseits aufgewachsen sein, und der Ausgangspunkt seiner Unternehmungen soll Sogn gewesen sein. Es gibt auch die Meinung, dass die Abstammung von Halvdan Svarte eine späte Konstruktion aus dem 13. Jahrhundert sei, die eine Verwurzelung in der Umgebung des Oslofjordes belegen sollte, um die Ansprüche der Dänen auf dieses Gebiet abweisen zu können. Es wird auch vertreten, dass er aus der mächtigen Karmøy-Familie stammte, die ihren Sitz in Avaldsnes auf Karmøy hatte. Harald verdrängte den vorherigen Herrscher auf Avaldsnes und übernahm dessen Machtbasis. Sein Reich war ein Küstenreich mit Stützpunkten bis Kristiansand und Arendal. Seine Machtbasis waren zunächst die Krongüter, die er von den unterworfenen Häuptlingen samt deren Hauptsitzen übernahm, später kamen Abgaben und Geldbußen hinzu. Die sich daraus ergebenden Einkünfte ermöglichten ihm, eine militärische Stärke aufzubauen, die es ihm erlaubte, den größten Teil des Handels an der südlichen Westküste zu kontrollieren. Im Streit mit den Kleinkönigen der Umgebung um die Übernahme von Halvdans Reich, setzte er sich durch und besiegte sie. Als er sich die Loyalität der Großbauern und Machthaber der Umgebung gesichert hatte, stieß er weiter nach Norden vor und griff Trøndelag an.
Die Bezeichnung König für die Herrscher dieser Zeit ist nicht unumstritten, weil damit eine Herrschaftsorganisation assoziiert zu werden pflegt, die damals noch nicht bestanden haben dürfte.

### Harald Hårfagres

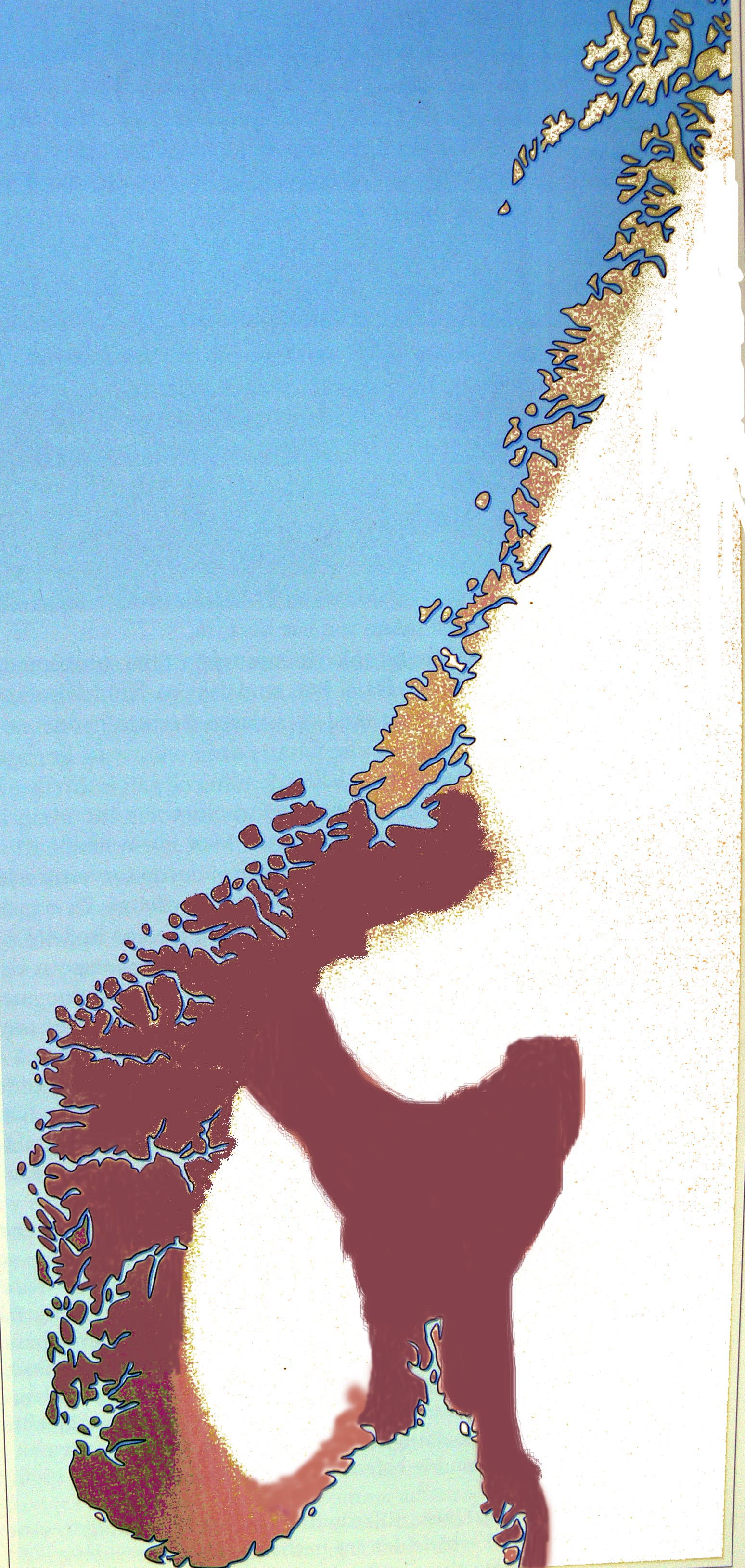
Das Einflussgebiet Haralds nach der Schlacht am Hafrsfjord. Dunkelbraun ist sein Herrschaftsbereich, hellbraun sein Einflussbereich

Ungefähr im Jahre 900 vereinte Harald Hårfagre, der erste norwegische König, mehrere Stammesgebiete zu einem Reich. Aber das, was heute allgemein über die Größe und die Struktur seines Reiches geschildert wird, dürfte Snorris Konstruktion sein. Abgesehen davon umfasste der Begriff Norwegen damals nur den Küstenbereich, nämlich norðmanna land, wie aus dem Bericht Ottars hervorgeht. Nördlich der Lofoten und im Hochland Mittelnorwegens lebten nach ihm Samen. Nach Snorri habe er vom Ostland ausgehend Trøndelag erobert und habe dann der Reihe nach alle Herrscher an der Küste Richtung Süden bis zum Stavangerfjord unterworfen und eine neue Administration begründet, indem er überall abhängige Jarle eingesetzt habe. Diese Konstruktion Snorris hat ziemlich sicher mit der Wirklichkeit wenig zu tun. Die Jarle des Ostlandes dürften eher an den dänischen König gebunden gewesen sein, die übrigen Häuptlinge nicht von ihm eingesetzt, sondern lediglich in eine gewisse Abhängigkeit geraten sein. Als gesichert darf aber gelten, dass er eine Machtbasis im südlichen Westland hatte. Außerdem dürfte er die Oberherrschaft über andere Teile des Landes ausgeübt haben, deren Inhalt aber nur vage bestimmbar ist. Abgaben, Verköstigung beim Besuch und Heerfolge im Krieg dürften die wesentlichen Inhalte darstellen. Der König herrschte nicht über ein Gebiet, sondern über Menschen. So bezeichnet Torbjørn Hornklove ihn als dróttin norðmanna (König der Nordmänner). Als Gegenleistung für die Abgaben hatte er für die Außenverteidigung seines Machtbereichs zu sorgen. Das führte zu dem großen Kriegszug nach Westen zu den schottischen Inseln, von wo Wikinger immer wieder Raubzüge nach Norwegen unternommen hatten. Dort machte er Sigurður, den Bruder seines Freundes Røgnvald, zum Jarl über die Orkneys. Sein Todesjahr 932 dürfte Ari Froði auf verlässlicher Grundlage ermittelt haben. Alle weiteren Zahlen sind rekonstruiert: Die Sagas berichten, er sei mit 80 Jahren gestorben und zehn Jahre alt gewesen, als sein Vater starb, und zehn Jahre später habe er die Reichseinigung vollendet. So kommt man auf die Schlacht am Hafrsfjord im Jahre 872. Die runden Zahlen der Sagaverfasser deuten eher auf eine geschätzte Zeitangabe hin. Heute setzt man die Schlacht wesentlich später an. Dass diese Schlacht der Schlusspunkt gewesen sei, rührt daher, dass von den anderen Schlachten nur allgemein berichtet wird, das Haraldkvæði des Torbjørn Hornklove aber diese Schlacht am ausführlichsten schildert. Eine zuverlässige Angabe darüber, welche Etappe diese Schlacht im Eroberungsprozess bildete, fehlt. Auch widerspricht dieses Lied der späteren Schilderung, Harald habe dort eine Eroberungsschlacht zur Reichseinigung geführt. Vielmehr war er danach bereits Herr über das Südwestland, und es handelte sich um einen Angriff aus der Nachbarregion, den er erfolgreich abwehrte. Die Auswanderungswelle nach Island ist somit nicht auf ihn, sondern mit dem Landnámabók auf Konflikte im Herrschaftsbereich des Ladejarls am Trondheimfjord Håkon Grjotgarðson zurückzuführen.
Eine Reihe von Historikern lässt mit dieser Schlacht die „Norrøne Periode“ beginnen, die nach ihnen dann am 8. Mai 1319 mit dem Tod des letzten norwegischen Königs aus dem Sverre-Geschlecht Håkon Magnusson enden lassen. Nach dieser Schlacht kann man Norwegen grob in drei Herrschaftsbereiche aufteilen: Østlandet, das unter dänischer Herrschaft stand, Vestlandet unter dem Harfagre-Geschlecht und Trøndelag und Nordnorwegen unter den Ladejarlen.
Harald verstarb zu Hause in hohem Alter, das Reich war nicht im Frieden. Bereits zu seinen Lebzeiten gab es heftige Kämpfe zwischen den Jarlen. Auch Haralds Söhne hielten nicht Frieden untereinander. Insbesondere war Erik Blodøks hinter seinen Brüdern her, weshalb er seinen Beinamen (Blutaxt) erhielt. Das ist nach den Skalden darauf zurückzuführen, dass alle Söhne Haralds gleiches Erbrecht hatten und sein Versuch, das Reich einem einzigen, nämlich Erik Blodøks zu übertragen, missglückte. Harald hatte ihn bereits zum Mitregenten gemacht, aber die übrigen Söhne akzeptierten sein Oberkönigtum nicht. Die Gleichberechtigung aller Königssöhne in der Thronfolge war auch auf dem Kontinent üblich, ebenso der Versuch der regierenden Könige, nur den ältesten Sohn zur Thronfolge zu berufen.

### Erik Blodøks und Håkon der Gute

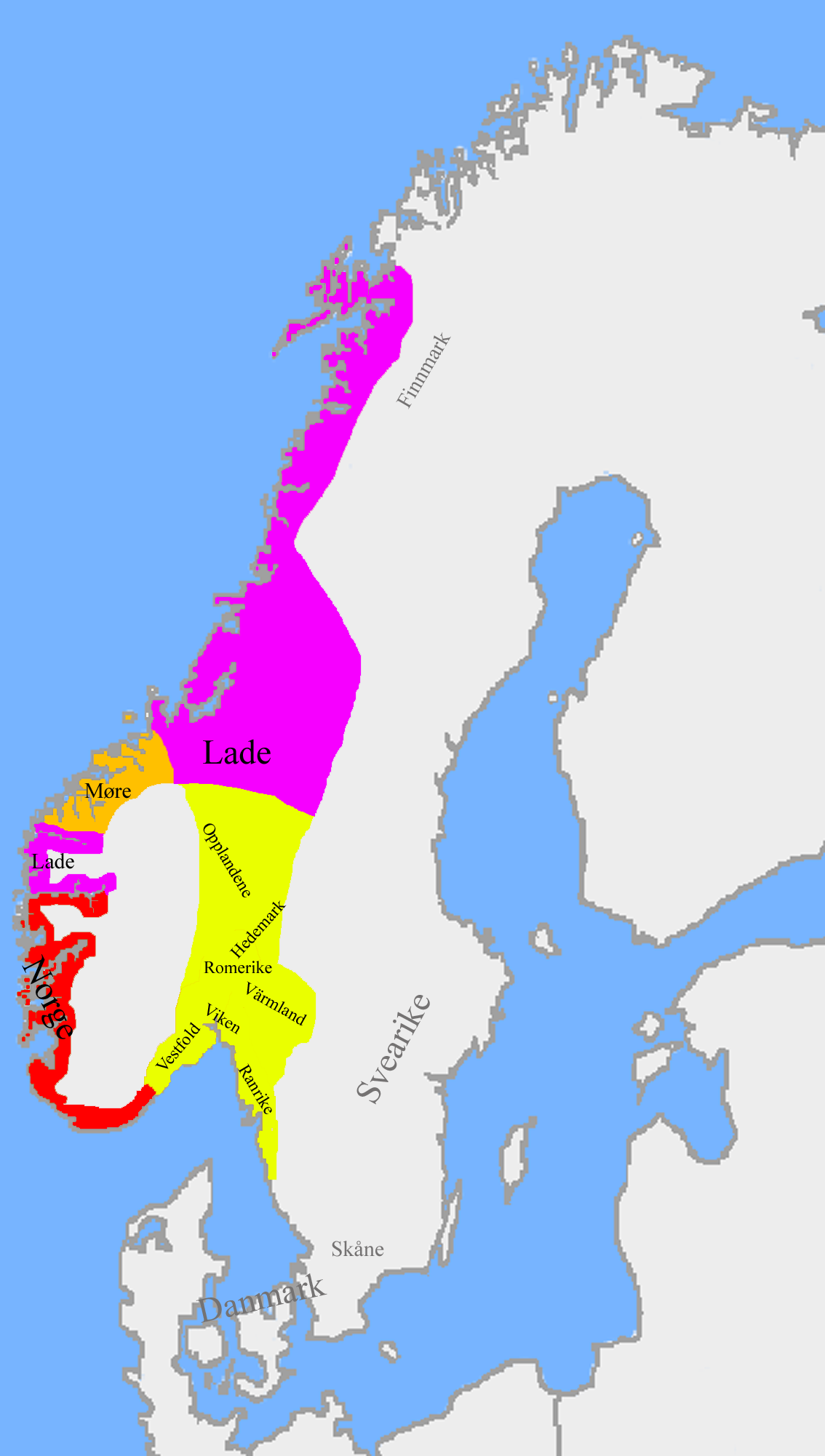
Der Machtbereich von Erik Blodøks (rot). Violett ist der Bereich der Lade-Jarle, orange der Bereich der Jarle von Møre, gelb sind halbselbständige Herrschaftsbereiche.

Erik Blodøks übernahm nach dem Tode Haralds 932 die Königsherrschaft. Die zeitgenössischen Skaldenlieder bezeichnen ihn als König von Vestland. Weiter scheint seine Herrschaft nicht gereicht zu haben. Er übernahm den Regierungsstil seines Vaters und baute seine Herrschaft auf militärischer Macht auf. Die dadurch erforderliche hohe Abgabenlast führte zu Konflikten in der Bevölkerung. Nach zwei Jahren erschien sein jüngerer Bruder Håkon aus England, so dass er fliehen musste. Seinen Namen erhielt er, weil er nach der Sagaliteratur viele seiner Brüder umgebracht hatte. Er floh in das englische Danelag, wo er im Kampf um die Stadt York erschlagen wurde. Seine Söhne fanden Aufnahme und Unterstützung beim Dänenkönig Harald Blåtand, von wo sie versuchten, die Herrschaft zurückzugewinnen.
Håkon (920–961), der später der Gute genannt wurde, übernahm die Herrschaft. Auch sie bezog sich nicht auf ganz Norwegen, sondern war auf das Westland und die Gegend nördlich davon beschränkt. Seine stärkste Stütze war Sigurd Ladejarl in Trøndelag. Er brachte vom Hofe Æthelstans, wo er aufgewachsen war, ein anderes Regierungskonzept mit. Er gab den Bauern ihre von Harald und Erik konfiszierten Güter zurück und erkaufte sich so inneren Frieden. Seine Feinde waren die Söhne Eriks und später König Harald Blåtand von Dänemark. Die übrigen Bauern sahen in ihnen ebenfalls Feinde, so dass sich die Interessen des Königs mit ihren Interessen vereinigen ließen. Der Friede im Inneren und die Bedrohung von der See aus führten zu einer neuen Verteidigungsordnung, leidangen genannt, was Schiffsaufgebot bedeutet. Diese neue Ordnung beinhaltete, dass das Volk selbst Schiffe zur Verteidigung baute, ausrüstete und dann zum Heereszug stellte. Das Land wurde in bestimmte Bezirke aufgeteilt, deren Bewohner eine bestimmte Art von Schiff zu stellen hatten. Der König hatte das Recht, das Aufgebot anzufordern. Håkon änderte das teure stehende Heer in ein von Fall zu Fall zu mobilisierendes Bauernheer um und führte die Wehrpflicht ein. Allerdings musste er in Kauf nehmen, dass ein Bauernheer nicht so kampfstark wie ein Berufsheer war. auch die Terminologie ändert sich: Die Skalden reden nicht mehr von hirðmenn (= Gefolgsmann), sondern von þegnar (= freie Bauern als Untertanen). Das neue System führte auch zu einer anderen Verantwortungsstruktur: Während die Bauern sich vorher nur für die Verteidigung ihres eigenen Hofes verantwortlich fühlten, führte die Wehrpflicht zu einem Bewusstsein, die Gesamtheit des königlichen Herrschaftsbezirks verteidigen zu müssen.
Diese neue Wehrordnung galt zunächst nur für Vestland und gewann erst nach und nach Struktur. Aber auch die Bewohner von Trøndelag dürften sich rasch dieser Ordnung angeschlossen haben.

Eine weitere Änderung trat im Rechtswesen ein.

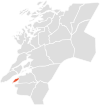
Frosta

 Während Harald mit seiner Militärmacht im Wesentlichen nur eigene Macht- und Verteidigungsinteressen wahrte, suchte Håkon mehr den Ausgleich mit den Bauern und kam so in eine Schiedsrichterrolle. Das führte dazu, dass ihm eine leitende Rolle in den Thingversammlungen und auch Aufgaben der Rechtsprechung zuwuchsen. In seinem Reiche gab es zwei große Thingbezirke: Gulathing für Vestland und Frostathing für Trøndelag. Mit der Zeit, also im 11. Jahrhundert und danach, schlossen sich andere Gebiete an. Das Frostathing war zwar älter, blieb aber räumlich recht eng begrenzt. Demgegenüber war das Gulathing vom Raum und von der Bevölkerungszahl wesentlich größer. In der Mitte des 10. Jahrhunderts, also zur Zeit Håkons, wurde das Thingwesen reformiert: Aus einer unmittelbaren Volksversammlung aller freien Männer wurde ein Delegiertenthing. Die Sagaliteratur führt die Entwicklung des Thingwesens auf Håkon zurück, und das ist auch plausibel, da die Thingreform in seinem engeren Herrschaftsbereich ihren Ausgang nahm.

### Norwegische Jarle unter dänischer Oberhoheit
Nach dem Tode Håkons des Guten gewannen die Erikssöhne die Oberhand. Aber zunächst zog Harald Blåtand nach Tønsberg und ließ sich dort um 960 als König huldigen. Damit befestigte er sein Königtum im Oslofjord und erwarb gleichzeitig sein Oberkönigtum über das restliche Norwegen, das auch an seine Nachkommen vererbt wurde. Ihm kam es darauf an, in der Auseinandersetzung mit dem deutschen Kaiser den Rücken frei zu haben. Er setzte die Söhne Eriks Harald Gråfell und seine Brüder als Unterkönige über die verschiedenen Landesteile ein. Seine eigene Anwesenheit in Norwegen dürfte eher sporadisch gewesen sein. Die Erikssöhne übten die tatsächliche Herrschaft im Lande aus. 962 überfielen Harald Gråfell und sein Bruder Erling Sigurd Ladejarl in Aglo in Stjørdal/Trøndelag, der die Stütze Håkons gewesen war, und verbrannten ihn in seinem Haus. Dieser Vorfall führte zu einer langdauernden Feindschaft zwischen den Ladejarlen und dem Geschlecht Harald Hårfagres. Damit geriet auch Trøndelag mit den Abgaben der Samen unter ihre Herrschaft. Sie nahmen die rücksichtslose Politik Harald Hårfagres wieder auf und beseitigten alle unabhängigen Machthaber. Möglicherweise rechneten sie nicht mehr mit Feinden von außen, gegen die sie eine Unterstützung im Inneren bräuchten. Aber offenbar wurden sie zu selbstherrlich; denn Harald Blåtand überwarf sich mit ihnen und verbündete sich mit ihrem ärgsten Feind, Håkon Sigurdsson, dem Sohn des getöteten Sigurd Ladejarl, der sich seit dem Tod seines Vaters im Ausland aufhielt. Dieser wurde Haralds Vasall und erhielt von ihm Trøndelag als Jarl. Harald Gråfell wurde am Limfjord (Jylland), wohin ihn Harald zur Aussöhnung bestellt hatte, um 970 in einem Hinterhalt getötet. Håkon Jarl zog dann mit großer Streitmacht nach Dänemark, um Harald Blåtand im Jahre 974 im Kampf gegen den Deutschen Kaiser Otto II. zu unterstützen.
Die Erikssöhne waren Christen, Håkon Jarl aber nicht. Harald Blåtand war um 960 ebenfalls Christ geworden und rühmte sich, Dänemark christianisiert zu haben. Er versuchte auch Norwegen zu christianisieren und zwang Håkon Jarl, Missionare mitzunehmen. Harald verband erobernde und missionarische Tätigkeit miteinander. Bei der Abreise setzte Håkon diese aber an anderer Stelle der Küste wieder an Land und fuhr ohne sie zurück. Neben antichristlicher Haltung scheint auch ein gewisses Streben nach Unabhängigkeit von Seiten Håkons eine Rolle gespielt zu haben. Diese offene Widersetzlichkeit führte nämlich zu einem Bruch mit dem König. Dieser fuhr mit einer Flotte nach Norwegen. Håkon verfügte die Mobilmachung der norwegischen Flotte, so wie sie Håkon der Gute organisiert hatte, und konnte den Angriff in der Schlacht bei Hjørungavåg abwehren. Wo und wann die Schlacht stattfand, ist nicht sicher. Die Sagas berichten, dass zu dieser Zeit bereits Svend Tveskæg König gewesen sei. Saxo Grammaticus behauptet, die Schlacht habe bereits zu Zeiten Harald Blåtands stattgefunden. Aber die Geschichtsforschung setzt heute die Schlacht auf das Jahr 986 an, als Svend Tveskæg bereits König war. Die spätere Dichtung hat das Geschehen sehr angereichert, insbesondere die Nachricht, dass auf dänischer Seite Jomswikinger mit 120 Schiffen und auf norwegischer Seite sogar 360 Schiffe gekämpft hätten. Die sehr alten kleinen Sagas aus dem 12. Jahrhundert (Historiae Norvegiae, Ágrip) kennen die Schlacht überhaupt nicht. Aber sicher dürfte sein, dass ein Kampf stattgefunden hat und dass es Håkon Jarl gelungen ist, die dänische Oberherrschaft über die Westküste Norwegens abzuschütteln. Er wurde aber nicht König. Er war angeblich wegen seiner tyrannischen Art unbeliebt. Seine Regierungszeit endete abrupt durch Verrat. Ein Knecht tötete ihn im Schweinestall auf dem Hof einer seiner Frauen. Der Konflikt mit dem König muss noch bestanden haben, denn sein Sohn Erik Håkonsson floh vor dem aus dem Westen anrückenden Olav I. Tryggvason nicht nach Dänemark, sondern nach Schweden. Das geschah nach den isländischen Quellen, die sich in der Regel auf englische Quellen stützten, im Jahre 995. Das hinderte Erik allerdings nicht, die Tochter Svend Tveskægs Gyda zu heiraten.
Sein Nachfolger wurde 995 Olav Tryggvason. Seine Herrschaft unterbrach die dänische Oberhoheit nur für fünf Jahre. Ihm wird die Christianisierung der westnorwegischen Küste zugeschrieben. Das wird als eine Maßnahme interpretiert, der über die dortige dänische Missionierung drohenden Herrschaftsausweitung des dänischen Königs zu begegnen. Die Missionierung war für ihn eine nationale Angelegenheit. Er mischte sich in den Machtkampf zwischen dem wendischen Herzog Boleslav und dem dänischen König Svend Tveskæg ein, fuhr mit einer Flotte in die Ostsee und kam in der Schlacht bei Svolder gegen eine vereinigte schwedisch-dänische Flotte im Jahre 1000 um. Wo Svolder liegt, ist nicht bekannt. Unter ihm wurden Langschiffe in größerem Umfang eingesetzt, was als Symbol nationalen Selbstbewusstseins gedeutet wird.
Seine Herrschaft als norwegischer König übernahm der dänische König Svend Tveskæg. Er setzte als Jarl Erik Håkonarson, den Sohn Håkon Jarls in Vestland und Trøndelag ein. Im Osten scheinen weiterhin Kleinkönige als Vasallen geherrscht zu haben. König Olof Skötkonung von Schweden bekam wohl Møre og Romsdal und Romerike als Tributland und setzte Sveinn, auch ein Sohn Håkon Jarls, als Jarl ein.

## Zeit bis zur Reichseinigung (1066)

### Olav der Heilige

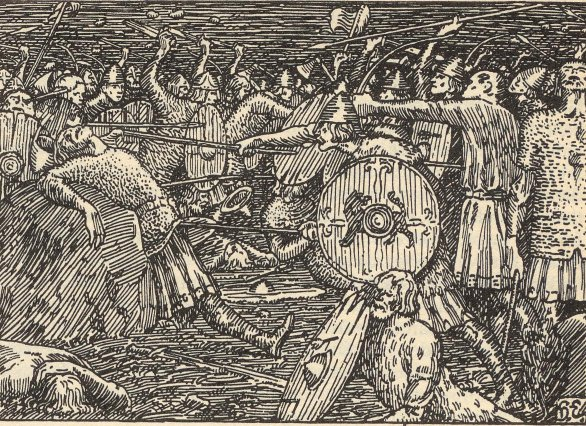
Tod Olav des Heiligen bei Stiklestad 1030

Olav, der Heilige kam etwa 1015 aus England, wo er an Wikingerkämpfen teilgenommen hatte, aller Wahrscheinlichkeit nach im Einverständnis mit Knut dem Großen nach Norwegen, um dort die Herrschaft anzutreten. Nach der siegreichen Schlacht bei Nesjar im Oslofjord im Frühjahr 1016 gegen seinen einzigen ernsthaften Widersacher Sven, dem Onkel Håkons, wurde er allgemein als König anerkannt. Allerdings hatte er dauernde Widerstände bei den Aristokraten Trøndelags. 1024 hielt er zusammen mit Bischof Grimkjell aus England eine Versammlung in Mostar ab, wo er die Grundzüge der künftigen norwegischen Kirchenverfassung schuf. Die Niederwerfung der Gegner mit anschließender Enteignung ihrer Güter führte in Trøndelag zu einer Feindschaft, die später seinen Untergang herbeiführen sollte. 1026 kämpfte er in der Schlacht an der Helgeå zusammen mit Ånund von Schweden gegen Knut. Obgleich er dabei Knut großen Schaden zufügte, hatte dieser immer noch genug Schiffe, um ihn zu vertreiben. Als er in der Schlacht am Boknfjord am 21. Dezember 1027 gegen den zweitmächtigsten Mann Norwegens Erling Skjalgsson, der außerdem Schwiegersohn Knuts war, diesen tötete, zog Knut aus England mit großer Flotte gegen ihn nach Norwegen. Die Anzahl von 600 Schiffen ist aber unglaubhaft, ebenso, dass das Königsschiff ein 60-Sitzer gewesen sei. Fast alle früheren Verbündeten hatten sich nun von Olav distanziert. Knut fühlte sich immer noch traditionell als Oberkönig Norwegens, aber Olav hatte ihm die Unterwerfung verweigert. Olav floh nach Nowgorod. Knut ließ sich in Norwegen als König huldigen und setzte seinen Neffen Håkon als Jarl über Norwegen ein, bevor er nach England zurückkehrte. Håkon kam nach einem Besuch bei Knut in England auf der Rückreise auf See um. Daraufhin versuchte Olav im Jahre 1030 das Machtvakuum in Norwegen zu nutzen und kehrte mit 400 Mann des schwedischen Königs Anund Jakob, der sein Schwager war, nach Norwegen zurück. Dort sammelten daraufhin die Großbauern, besonders aus Trøndelag, ein großes Heer, und es kam am 29. Juli 1030 zur Schlacht bei Stiklestad, im Laufe derer Olav getötet wurde.
Die Tatsache, dass der Sohn Olavs Magnus getauft wurde (der Saga nach vom Skalden Sigvat, weil der Sohn in der Nacht geboren wurde und so schwach war, dass man nicht glaubte, dass er am Leben bleiben würde, der königliche Vater aber keinesfalls geweckt werden durfte), wirft ein deutliches Licht auf die Ideale in der unmittelbaren Umgebung des Königs, denn der Name wird ausdrücklich auf Karolus Magnus bezogen. In seiner Zeit wurde Karl der Gr. in Norwegen als der Begründer des neuen Königtums in Mitteleuropa angesehen. Dessen Königtum war christlich und baute auf einer bestimmten Idee auf. Schon Isidor hatte zu Beginn des 7. Jahrhunderts in seiner Etymologiae geschrieben: "reges a recte agendo vocati sund" ("Die Könige heißen so, weil sie rechtschaffen zu handeln haben"). Zu dieser Idee gehörte auch, dass der König in der Tradition des alttestamentlichen Königs David stand und seine Herrschaft von Gott herleitete. Das bedeutete für Norwegen, dass ein König, der sich gleichberechtigt im Kreis der übrigen Könige behaupten wollte, christlich sein musste. Ohne diese Programmatik Olavs war ein Gesamtkönigreich "Norwegen" nicht zu bewerkstelligen. Ein solches Programm und eine solche Ideologie ist bei seinen Vorgängern nicht ausgeprägt gewesen, deshalb setzt man die eigentliche Reichseinigung mit ihm an und nicht mit Harald Hårfagre, der seine Macht lediglich auf andere Gebiete ausgedehnt hatte, wie viele andere vor ihm und nach ihm.
Unmittelbar nach dem Tode Olavs setzte Knut seinen Sohn Sven in Norwegen als Jarl ein. Seine englische Mutter Alfiva (in englischen Quellen Ælfgifu), die erste Frau Knuts, kam mit vielen Dänen ebenfalls nach Norwegen. Sie übte großen Einfluss auf seine Entscheidungen aus. In Norwegen hatten die mächtigsten Bauernführer, die sich Knut gegen Olav angeschlossen hatten, die Jarlswürde für sich erwartet. Die Entscheidung Knuts für Sven und dessen tyrannischer Regierungsstil brachten einen radikalen Stimmungsumschwung gegen Knut und seinen Sohn. Alfiva hatte offenbar über ihren Sohn Gesetze nach englischem Vorbild durchgesetzt, die von der norwegischen Aristokratie als anmaßend und traditionswidrig empfunden wurden. Immerhin wurden sie Alfiva-Gesetze genannt. Sie sind nur in Zitaten anderer Texte erhalten. Der rasche Stimmungsumschwung wurde von der Kirche mit der Legendenbildung um Olav als Heiligem begleitet. Snorri hat später noch Olav als den nationalen König stilisiert, der sich gegen die ausländischen Dänen gewandt habe. Hinzu kam, dass der aus England stammende Bischof Grimkjell um die politische und dynastische Bedeutung eines heiligen Königs wusste und nach Kräften die Legendenbildung förderte. Allerdings darf man die Bedeutung der Kirche in der Politik nicht überschätzen. Die Bischöfe kamen aus dem Ausland und hatten keinerlei Verbindung zur führenden Oberschicht. Weder in den Sagas noch in der zeitgenössischen Skaldendichtung wird ihnen daher eine besondere Rolle zugeschrieben. Sie mussten sich in das bestehende Machtgefüge einfügen. Daher dürften es wohl die mächtigen Häuptlinge Kalv Arnesson und Einar Tambarskjelve gewesen sein, die hinter der Erhebung Olavs zum Heiligen standen. Bereits 1040, also 10 Jahre später wird von der Olavsmesse berichtet. Die Translatio auf den Hochaltar der Klemenskirche in Nidaros hat wohl etwa 1036, also erst nach dem Tode Knuts im Jahre 1035 stattgefunden. Zu dieser Zeit verließen Sven und Alfiva Norwegen.

### Magnus der Gute
Magnus der Gute regierte von 1035 bis 1046 in Norwegen, von 1042 bis 1046 auch in Dänemark und 1045 bis 1046 ausschließlich in Dänemark.
Zunächst wurde das Nordseereich Knuts unter dessen Söhne faktisch geteilt, obgleich wohl Hardeknut als einzig ehelicher Sohn die Gesamtnachfolge antreten sollte. Fünf Jahre später wurde einer der beiden, Hardeknut, König über Dänemark und England, nachdem er dort offenbar seinen Bruder Harald Hasenfuß ausgeschaltet und wohl auch getötet hatte. Sein anderer Bruder Sven war aus Norwegen vertrieben und hielt sich wahrscheinlich bei seiner Mutter Alfiva in England auf. Zwei Jahre später, im Jahre 1042, starb auch Hardeknut. Damit löste sich die dänisch-englische Königsherrschaft auf. In England wurde Edward der Bekenner König. In Dänemark fand sich kein Thronfolger. Dieses Vakuum füllte Magnus aus.
In den Jahren 1041/1042 zog Magnus mit einem Heer nach Dänemark, als Hardeknut noch lebte, aber in England gebunden war. Als Hardeknut in England gestorben war, war Magnus also bereits in Dänemark und wurde als König über Dänemark angenommen. Gleichzeitig schloss sich Sven Estridsson, ein Neffe Hardeknuts, Magnus an und wurde sein Jarl. Aber sehr bald ließ sich Sven ebenfalls in Dänemark als König huldigen. Es kam zu kriegerischen Auseinandersetzungen zwischen Sven und Magnus, die Magnus alle gewann. Aufgrund dieser Auseinandersetzungen war Magnus in diesen Jahren mehr in Dänemark als in Norwegen. Hinzu kamen Angriffe der Wenden auf Süddänemark, die er als dänischer König abzuwehren hatte, was 1043 in einer Schlacht in der Nähe der Stadt Schleswig auch geschah.
1045 kam Harald Sigurdsson, später Hardråde genannt, goldbeladen aus Byzanz zurück, wo er in kaiserlichen Diensten gestanden hatte. Das führte zu einem Konflikt zwischen den Halbbrüdern, der für Magnus dadurch gefährlich wurde, dass sich Harald mit Sven Estridsson und dem schwedischen König Anund Jakob verbündete. Es kam zu einem Vergleich, der ein Doppelkönigtum beinhaltete, in welchem Magnus seinen Schwerpunkt in Dänemark, Harald aber den seinigen in Norwegen haben sollte. Damit war zwar der Konflikt nicht aus der Welt, aber der baldige Tod von König Magnus 1046 verhinderte erneute Auseinandersetzungen.

### Harald Hardråde
Harald Hardåde war von 1047 bis 1066 König von Norwegen. Er wird in den Sagas als das Gegenstück zu Magnus dem Guten dargestellt und vertritt die harte militärische Traditionslinie des norwegischen Königtums. Er war Kriegsmann und in dauernde Kämpfe verwickelt. Zum einen zog er gegen Sven Estridsson von Dänemark zu Felde, weniger, um es zu erobern, als vielmehr Beute zum Unterhalt seines Heeres zu machen. Erst 1064 versprach er in einer Abmachung mit Sven, die Plünderungszüge künftig zu unterlassen. Dann versuchte er die Krone Englands, auf die er als Nachfolger Knuts des Großen Anspruch erhob, zu erobern. Dabei kam er am 25. September 1066 in der Schlacht von Stamford gegen Harald Godvinson selbst um.
Innenpolitisch verdiente er sich den Beinamen hardråde wohl zu Recht. Durch die byzantinische Schule gegangen kam ein cäsaropapistisches Element mit allen militärischen Konsequenzen in seinen Regierungsstil. Er setzte eigenmächtig ungeweihte Bischöfe ein und geriet darüber in Konflikt mit dem Papst. Er betrachtete die Olavskirche in Nidaros als Eigenkirche des Königs und nahm die Opfergaben für den Hl. Olav an sich, um damit sein Gefolge zu entlohnen. Als der Erzbischof Adam v. Bremen daraufhin eine Protestdelegation an den königlichen Hof sandte, wurde diese mit dem bezeichnenden Bemerken abgefertigt, dass er keinen anderen Erzbischof kenne als den König selbst. Den von seinem Vorgänger Magnus im Benehmen mit Adam v. Bremen mitgebrachte Bischof Bernhard ging daher außer Landes und wartete in Island den Tod Haralds ab. Als die Bauern seiner Stammlande in Oppland auf Privilegien bestanden, die ihnen Olav der Heilige zugestanden hatte, die sich auf Leistungen an den König und die Selbstverwaltung bezogen, da überzog er sie mit Krieg, brannte alles nieder und enteignete viel Land von seinen Widersachern. Im ganzen Land ging er gleichmäßig gegen jeden Widerstand brutal vor, so dass die Skalden für ihn schließlich seinen byzantinischen Spitznamen „Bulgarenbrenner“ übernahmen.
Mit Harald Hardråde war die Reichseinigung vollendet. Während bis zu ihm die genealogischen Abfolgen der Könige manchmal zweifelhaft sind, begann mit ihm die Zeit, in der die Abstammung der Könige als gesichert gelten kann.

### Olav Kyrre
Nach Harald Hardråde kam es zunächst zu einem Doppelkönigtum seiner beiden Söhne Magnus II. und Olav Kyrre. Von Magnus ist außer seinem Todesjahr 1069 praktisch nichts bekannt. Er schenkte St. Patrick´s Isle bei der Insel Man der Kirche. Ab 1069 war damit Olav Alleinherrscher in Norwegen. Er führte keine Kriege. Er erneuerte 1068 den Friedensvertrag seines Vaters mit Sven Estridsson aus dem Jahre 1064. Im Gegensatz zum zeitgenössischen dänischen König hatte er kein Interesse daran, England zurückzugewinnen. Auch Sven Estridsson führte einen Plan, einen Kriegszug nach England zu unternehmen, der in den 80er Jahren erwogen worden war, nicht aus. Das Interesse der Norweger richtete sich mehr auf Schottland, Irland und die Inseln nördlich und westlich von Schottland.
Er konnte Latein und hatte Freude an Büchern und lebte bis zu seinem Tode 1093 auf einem Landgut in Båhuslän.
Ihm werden eine Reihe von tiefgreifenden Veränderungen in der inneren Verwaltung des Staates und der Kirche zugeschrieben, die aber zum Teil wohl erst Anfang des 12. Jahrhunderts stattgefunden haben. Das gilt auch für die ihm zugeschriebene Gründung Bergens, für die die frühesten archäologischen Zeugnisse erst für 1130 sichtbar geworden sind.

### Magnus Barfot
Magnus III. Barfot übernahm 1093 die Herrschaft nach seinem Vater. Er wird wiederum als Gegensatz zu seinem Vater dargestellt, als Krieger, wie sein Großvater Harald Hardråde. Auf den Thingversammlungen in Trøndelag und in Oppland wurde sein Vetter Håkon Magnusson Toresfostre, Sohn des Magnus Haraldsson, zum König ausgerufen. Er war Ziehsohn des mächtigen Häuptlings Steigar-Tore, der ihn offenbar dazu drängte, das Königtum zu beanspruchen. Magnus erkannte ihn nie als Mitregenten an. Eine Krönung gab es nicht. 1093 kam es wohl zu Kämpfen zwischen ihm und Magnus. Håkon erkrankte auf einer Schneehuhnjagd und starb 1094. Später hängte Magnus den Ziehvater Steigar-Tore wegen dieses lokalen Aufstandes. Håkon Magnusson wird daher nicht als König gezählt. Keinesfalls war er König über Norwegen, sondern allenfalls Thronanwärter im Bereich Trøndelag und Oppland.
1098/1099 unternahm König Magnus den ersten Kriegszug zu den Inseln um Schottland und unterwarf die Orkneys, wo die beiden Jarle Páll und Erlendur im Streit miteinander lagen, und entsandte seinen Sohn Sigurd, die Orkneys zu regieren. Desgleichen brachte er die Färöer, die Insel Man und viele andere Inseln unter seine Oberhoheit und brachte den schottischen König dazu anzuerkennen, dass die Inseln westlich von Schottland unter norwegischer Herrschaft standen.
1101 schloss er einen Frieden mit König Inge von Schweden und König Erik von Dänemark im heutigen Kungälv, bei welcher Gelegenheit er die Tochter des schwedischen Königs, Margarethe Fredkulla, heiratete. 1102/1103 unternahm er einen zweiten Kriegszug zu diesen Inseln. Bei dieser Gelegenheit kam er in Irland in einen Hinterhalt und wurde getötet.
Magnus hinterließ vier Kinder: Die Söhne Sigurd Barfot (Jorsalfari), Olof Barfot, Eystein Barfot, deren Mütter nicht bekannt sind, und von seiner Frau Margarethe die Tochter Ragnhild Barfot (Magnusdotter).

## Innere Entwicklung in der Wikingerzeit
In der Zeit zwischen Harald Hårfagre bis zu Magnus Berrføtt hat das norwegische Königtum eine tiefgreifende Wandlung erfahren. Während die Herrschaft Haralds sich noch mehr oder weniger nur auf den Küstenbereich beschränkte und in einer Abgabenpflicht bestand, hatte sich am Ende die Herrschaft auf das östliche Inland ausgedehnt und eine wesentliche Zentralisierung der Herrschaft auf den König unter Zurückdrängung lokaler Herrschaftsstrukturen mit sich gebracht, wie sie für ein Reich im mittelalterlichen Sinne konstitutiv war. Drei Faktoren waren dafür maßgeblich: Zum einen hatte die Kirche großen Anteil an der inneren Struktur des Reiches, zum anderen und von ihr maßgeblich gefördert hatte das dynastische Element im Königtum einen systematischen Ausbau der Königsstellung hervorgebracht, und zum Dritten schritt der Ausbau des inneren Machtapparates im Laufe der Zeit systematisch fort. So konnte aufgrund der Erblichkeit des Königstitels der Sohn dort fortfahren, wo der Vater stehengeblieben war. Begründet wurde dieser Anspruch einer Familie auf den Königstitel vor allem mit der sakralen Legitimität, wobei auch die germanische Idee des Königsheils aufgegriffen wurde. Es waren also weniger die Eroberungen von Landesteilen durch die frühen Könige, als vielmehr die vom Festland eindringenden neuen Ideen über das Königtum, die maßgeblichen Einfluss auf die Entwicklung hatten. Ihre Verwirklichung führte auch zu einer Gleichberechtigung mit den anderen europäischen christlichen Reichen. Die lokalen Kleinkönige verschwanden. Der Kreis der europäischen Herrscher, mit denen Norwegen zu tun hatte, bestand im Wesentlichen aus den schottischen und englischen Königen, den Königen von Schweden und Dänemark, dem Herzog von Sachsen und den Großfürsten von Kiew und Nowgorod. Diese waren durch wechselseitige Ehen miteinander verflochten.
Den norwegischen Königen gelang es nun, an diesen Heiratsallianzen teilzuhaben: Harald Hardråde heiratete Ellisiv, die Tochter des Großfürsten Jaroslaw von Nowgorod. Ihre Tochter Ingegjerd heiratete erst den dänischen König Oluf I. Hunger, den dritten Sohn Sven Estridssons, danach den schwedischen König Philipp Hallstensson. Olav Kyrre von Nidaros (dem späteren Trondheim) heiratete Ingrid, eine Tochter von Sven Estridsson. Magnus Barføt heiratete Margareta (fredkolla), Tochter des schwedischen Königs Inge Stenkilsson. Zuvor war bereits die Ehe mit Mathilda, der Schwester des schottischen Königs geplant. Sein Sohn Sigurd Jórsalafari heiratete Malmfred, die Tochter des Großfürsten von Kiew Mstislaw. Seine Schwester heiratete Harald Kesja, den unehelichen Sohn des dänischen Königs Erik Ejegod. Alle diese Ehen waren politische Ehen, die Verträge und Zusammenarbeitsabsprachen zu sichern hatten. Der Friedensschluss zwischen Olav Kyrre und Sven Estridsson wurde dadurch befestigt, dass Olav Svens Tochter und Svens Sohn heiratete Olavs Schwester. Margaretha, die Magnus Berrføtt heiratete, erhielt den Beinamen friðkolla, (= Friedensmädchen), weil sie den Frieden zwischen Magnus und Inge besiegelt hatte. Hinzu kamen viele wechselseitige Erziehungs- und Dienstverhältnisse. Harald Hardråde ließ einen Sohn bei Konig Adalstein erziehen. Nach dem Tode von Magnus dem Guten ging dessen Bruder Tore in den Dienst des Dänen Sven Estridsson und errang eine hohe Stellung bei ihm. Auch Finn Andresson ging nach Dänemark, obgleich er mit der Nichte Harald Hardrådes verheiratet und Onkel von dessen norwegischen Ehefrau war. In Dänemark wurde er unter Sven Estridsson Jarl von Halland und zog mit diesem 1062 in die Schlacht bei Niså gegen Harald. Allerdings war die stabilisierende Wirkung begrenzt und reichte eigentlich nicht weiter als die Herrschaftsdauer der maßgeblich beteiligten Personen.
Anfänglich empfanden die Herrscher Dänemarks und Norwegens, dass dieses eigentlich ein Königreich sei. Magnus der Gute und Harald Hardråde fühlten sich auch zur Herrschaft über Dänemark berechtigt, und auch Sven Estridsen meinte nach Adam von Bremen, er sei eigentlich Harald Hardrådes Oberkönig und Harald sein Jarl. Aber ganz allmählich setzte sich das Bewusstsein bei den Königen beider Länder durch, dass sie nur Könige im eigenen Land waren, und es entwickelte sich ein nationales Königtum. Aber das Bewusstsein, dass es sich eigentlich um ein einheitliches Gesamtkönigreich handele, verschwand erst im 13. Jahrhundert. Noch in den sechziger Jahren des zwölften Jahrhunderts versuchte der dänische König Waldemar, diesen Gedanken wiederzubeleben, und sein Sohn Waldemar Seier versuchte das Gleiche zu Beginn des 13. Jahrhunderts Die schwedischen Könige richteten demgegenüber ihre Politik auf zwei Staaten aus. Anund Jakob verbündete sich mit Olav dem Heiligen gegen Knut den Großen. Später half er Magnus dem Guten gegen Sven Alfivason. Als Olav auch Dänemark unterworfen hatte, unterstützte er Harald Hardråde als möglichen Gegenkönig. Diese Unterstützung verlor Harald, als er Magnus nachfolgte und ebenfalls über Dänemark herrschte. Stattdessen unterstützte Anund nun Sven Estridsson. Die Politik Schweden ging also immer darauf aus, eine Verbindung Norwegens und Dänemarks zu verhindern.
Ein wesentlicher Faktor der Reichseinigung war auch die Gewalt. Die Unterdrückung der Bauerngesellschaft durch den König, wie sie Harald Hardråde vornahm, schaltete jegliche Machtzentren neben dem König aus. Gleichwohl wurde in aller Regel auch eine friedliche Zusammenarbeit zwischen König und Bauernbevölkerung gesucht. Schlüsselfiguren waren dabei die Mitglieder des im Lande verteilt sitzenden bäuerlichen Landadels, die „Lendmenn“ genannt wurden, was manchmal fälschlich als Lehnsmann gedeutet wurde. Ihre ursprüngliche Stellung lässt sich näherungsweise aus den frühesten norwegischen Gesetzen bestimmen. Der Lendmann hatte eine Stellung zwischen den grundbesitzenden Bauern und dem Jarl. Obgleich die Lendmenn vom König viele wichtige Aufgaben zugewiesen bekamen, nennen die Sagas die Lendmenn niemals in Verbindung mit administrativen Aufgaben. Dort treten sie nur als politische Verbündete des Königs auf. Im zwölften Jahrhundert gab es etwa 80 bis 100 Lendmenn im Lande, im 13. Jahrhundert waren es wesentlich weniger. Unter Magnus Berrføtt und seinen Söhnen werden nur 35 genannt. Wenn aber einer zu mächtig wurde, wie Einar Tambarskjelve, der fast so mächtig war, wie vordem ein Jarl, so schaffte ihn Harald Hardråde aus dem Weg. Das Verhältnis zwischen Lendmenn und König hatte eine feudale Prägung: Der Lendmann gelobte dem König Treue, und der König überließ ihm einen Teil der Einkünfte aus dem Krongut. Aber der Grund und Boden, der dem Lendmenn den sozialen Status gab und ihn zum wertvollen Verbündeten des Königs machte, war sein persönliches Eigentum. Später kam auch hinzu, dass treue Gefolgsleute des Königs von ihm mit konfiszierten Gütern ausgestattet wurden, auch wenn sie nicht von hoher Herkunft waren. Dies gilt insbesondere für die Gegend im Oslofjord, wo Untersuchungen über die Verteilung des Landbesitzes ergaben, dass große Teile später in den Besitz des Bischofs übergingen und andere in das später mächtige Sudrheimgeschlecht. Beides wird auf die Konfiskationen Harald Hardrådes zurückgeführt. Die mächtigen Geschlechter des Landes waren durch wechselseitige Heiraten zu einem landesweiten Netzwerk verwoben in welches auch der König eingebunden war. Es handelte sich um eine wirkliche Aristokratie und nicht nur um einen Dienstadel, allerdings in einer engen Zusammenarbeit unter des Königs Macht. Der Kriegszug war ein wesentliches Bindeglied, und die Plünderung ein wesentliches Ziel. Ein wesentlicher Antrieb für den Zug Harald Jarsalfares war nach Snorri, dass von den norwegischen Teilnehmern des ersten Kreuzzuges unter normannischer Herrschaft Berichte über den sagenhaften Reichtum, der dort zu gewinnen war, ins Land gedrungen waren und die Lendmenn ihn deshalb drängten.
Wesentlichen Anteil an der Reichseinigung hatte auch die königliche Mannschaft, die hirðmenn. Es handelte sich im Gegensatz zur mobilisierbaren Bauernmiliz um eine dauernde Einrichtung, die zum Hofstaat des Königs gehörte und seinen Willen umzusetzen hatte. Im zwölften und 13. Jahrhundert sind sie eine Reichsinstitution. In der Zeit des Reisekönigtums zog der König von einem Landsitz zum anderen. Die Sagas berichten daher davon, dass die Zahl der hirðmenn bei den Bezirksaristokraten wegen der notwendigen Verpflegung begrenzt gewesen sei. Olav der Heilige habe 120, Olav Kyrre 240 hirðmenn mitnehmen dürfen; dass Harald Hardråde sich hätte eine Begrenzung gefallen lassen, scheint unwahrscheinlich. Der König hatte auf diese Institution ein Monopol. Allerdings ist bekannt, dass auch der Erzbischof eine solche Truppe mit sich führte. Aber im elften Jahrhundert kann man deutlich sehen, wie der König energisch gegen jeden Versuch einschritt, eine ihn möglicherweise bedrohende Truppe zu unterhalten.
Ein weiterer Faktor der Reichseinigung waren die Thingversammlungen. Es ist zwar für die frühe Zeit nichts über die Beteiligung des Königs am Thing bekannt. Aber die christlichen Könige setzten sich stark für den Rechtsfrieden ein, womit sie gleichzeitig ihre Autorität und Macht stärkten. Magnus der Gute ließ sich durch Bevollmächtigte auf dem Thing vertreten. Erst mit den Gesetzen am Ende des zwölften Jahrhunderts wird die Lage übersichtlicher. Denn da wurden strafbare Handlungen gegen Eigentum und Leben auch gleichzeitig als gegen den König gerichtet aufgefasst, so dass dieser neben der Genugtuung des Verletzten ein eigenes Strafgeld erhielt, eine nicht unwesentliche Einnahmequelle. Die Sorge um die Rechtspflege stärkte die königliche Zentralmacht. Dadurch, dass bei der Vollstreckung des königlichen Bußgeldes der königliche Bevollmächtigte auch gleichzeitig die Genugtuung für den Gegner vollstreckte, zog die königliche Zentralgewalt auch die Vollstreckung überhaupt allmählich an sich.
Überall im Lande saßen königliche Bevollmächtigte (yfirsókn), die den König auf dem Thing oder in anderen Angelegenheiten vertraten. Ihre Aufgabe lag nicht nur in der Strafverfolgung und sonstigen Polizeiaufgaben, sondern auch in der Kontrolle der Ausrüstung und Bewaffnung der Schiffe und der Mannschaften sowie in der Überwachung des Warnsystems vor Feinden an der Küste. Die Bevollmächtigten waren unterteilt in lendmenn und ármenn. Erstere waren die Bevollmächtigten aus dem Grundbesitzadel, die anderen waren andere Dienstleute. Das Gulathingslov macht zwischen beiden keinen Unterschied. Aber das Frostathingslov sagt aus, dass der lendmann einen wesentlich höheren sozialen Status und eine nähere Verbindung zum König habe.
Man kann davon ausgehen, dass die wesentlichen Impulse zum Königsgedanken aus England kamen. Das englische System der Sheriffs gleicht dem der königlichen Bevollmächtigten im Lande. Die norwegische Kirche wurde durch englische Priester nach englischem Muster gegründet. Mehrere norwegische Könige konnten auf die Erfahrungen eines längeren Englandaufenthaltes zurückgreifen, so Håkon der Gute, Olav Tryggvason und Olav der Heilige. Im elften Jahrhundert waren einflussreiche englische Ratgeber am königlichen Hof. Bischof Grimkjell spielte unter Magnus dem Guten eine wichtige Rolle bei Aufbau der Kirche. Der Engländer Skuli Tostesson war der einflussreichste Ratgeber Olav Kyrres. Auch die königlichen Einnahmen wurden ausländischen Vorbildern entnommen. Dabei spielten die Bußen eine bedeutende Rolle. Die englische Königinmutter Alfiva versuchte das englische Einnahmesystem völlig zu übertragen, was die Vertreibung von ihr und ihrem Sohn Sven nach dem Tode Knuts des Großen letztendlich beschleunigte.
Hinzu kam der von der Kirche propagierte Gedanke des Königtums als einer überpersonalen und überzeitlichen Herrschaft und die damit verbundene Institution eines zeitlosen, personenunabhängigen Reiches. Symbolisch für diesen Ideenzusammenhang stand die Kanonisierung von Königen, die so nicht nur zu Heiligen wurden, sondern auch als mythische Beschützer des Reiches verstanden wurden. Das Reich wurde als Eigentum des heiliggesprochenen Königs aufgefasst, und seine Nachfolger waren seine Sachwalter auf Erden. Die alte heidnische Vorstellung vom Reich als Personenverband wurde so zwar aufgegriffen, doch zugleich zu einer zeitlos gültigen Institution transformiert. Derselbe Vorgang ist in Böhmen am heiligen Vaclav und in Ungarn am heiligen Stephan zu beobachten. In Skandinavien erhielten Dänemark Knut den Heiligen und Schweden Erik den Heiligen mit ähnlicher Funktion. Gleichzeitig begannen unter dem Dach des Königtums Territorium und Staat zusammenzuwachsen.

## Christianisierung
Die Christianisierung Norwegens war ein langer Prozess mit einer langen Vorlaufzeit. Dieser Prozess kam in Gang mit der Berührung der norwegischen Wikinger mit dem Frankenreich und mit den Britischen Inseln, die schon Jahrhunderte früher christianisiert waren. Die Besiedlung Nordschottlands und Irlands durch Norweger brachte eine Mischkultur hervor, die im religiösen Bereich auch eine Mischreligion nach sich zog, die sich dann allmählich zum Christentum entwickelte. Da die Christen keinen Handel mit Heiden treiben durften und auch keine heidnischen Dienstmannen in ihr Gefolge aufnahmen, kam die Sitte der Primsigning auf. Die Personen wurden mit dem Kreuz bezeichnet, was eigentlich die Aufnahme in ein Katechumenat als Hinführung zur Taufe bedeutete, hier aber lediglich ein formaler Akt ohne innere Anteilnahme des Betroffenen war. Die Primsigning bedeutete gleichzeitig, dass die Person von Christen akzeptiert wurde, aber auch mit den Heiden den üblichen Verkehr beibehalten konnte. Diese Nützlichkeit bewog viele, die Primsigning anzunehmen, ohne aber ihre sonstige Haltung zu ändern.
Man kann die Entwicklung zum Christentum sowohl an den Grabbeigaben als auch an den Bautasteinen ablesen. Während in der Vorwikingerzeit die Grabbeigaben reich waren, setzt mit der Wikingerzeit eine Verminderung der Grabbeigaben ein, was darauf schließen lässt, dass die Begrabenen nicht mehr Gegenstände für ihr Weiterleben nach dem Tode benötigten. Außerdem finden sich auch immer häufiger Amulette in Kreuzform. Die Bautasteine ändern ihre Gestalt und Funktion. Ursprünglich schriftlos und oft in phallischer Form auf freiem Feld waren sie zumindest auch Fruchtbarkeitsidole. Später wurden sie an Wegrändern aufgestellt und Gräbern zugeordnet.

In der Hávamál heißt es dazu:
Selten stehen Bautasteine am Weg

wenn sie nicht der Verwandte dem Verwandten errichtet.
Es gibt Bautasteine, bei denen die Gräber leer sind, weil die Toten in christliche Friedhöfe umgebettet wurden. Dies zeigt, dass die Bautasteine vor der Institutionalisierung des Christentums für Christen errichtet worden sind. Allmählich treten auch Inschriften auf den Bautasteinen hinzu, die knapp berichten, wer den Stein für wen errichtet hat. Hier ist offenbar die kontinentaleuropäische Sitte des Grabsteins mit Inschrift Vorbild gewesen. Am Ende der Entwicklung stehen Erinnerungssteine in Kreuzesform. Die Häufigkeit dieser Steine lässt auf eine größere Zahl der Christen im 10. Jahrhundert schließen.
Wenn Claus Krag und die ihm folgenden Historiker in ihrer Analyse vom Ynglingatal recht haben, dass es Elemente enthalte, die eine Weltsicht voraussetze, die in Norwegen erst für das 12. Jahrhundert anzunehmen sei, und die Philologen im Gefolge von Christopher D. Sapp, dass der philologische Befund in dem Ynglingatal eindeutig auf das 10. Jahrhundert verweise, dann lässt das den Schluss zu, dass die Gelehrten des 10. Jahrhunderts auf Island und in Norwegen eben doch mehr Kenntnisse über die Weltsicht Mitteleuropas hatten, als bislang angenommen, was auch im Hinblick auf das Christentum von Bedeutung wäre.
Der erste Missionskönig war Håkon der Gute, der in England beim christlichen König Æthelstan erzogen worden war. Sein Vater Harald Hårfagre kann daher nicht christenfeindlich eingestellt gewesen sein. Es ist umstritten, ob Håkon tatsächlich missionierte und Priester und sogar einen Bischof aus England holte, wie Snorri berichtet, oder ob sein Christentum doch nicht eher rein persönlicher Natur war. Aber diese Nachricht Snorris passt gut zu einer Quelle des Glastonbury-Klosters in Südwestengland. In einem Verzeichnis der mit dem Kloster verbundenen Bischöfe ist ein Sigefridus norwegensis episcopus aufgeführt. Der Kontext der Liste beweist, dass diese Liste aus der Zeit vor Olav Tryggvason stammt. Øyvind Skaldespiller dichtete über Håkon:
Das Vieh stirbt,

die Verwandten sterben,

das Land verödet.

Seit Håkon fuhr

zu den heidnischen Göttern

sind viele Männer geknechtet worden.
Das bezieht sich auf dessen Einzug in Walhall nach seinem Kampf, wo ihn Odin freundlich empfängt, weil er die heidnischen Opferstätten verschonte. Dies ist der erste schriftliche Nachweis des Wortes heiðin (heidnisch) in der Literatur norrønscher Sprache. Das Wort kam aus dem englischen und übersetzte dort das lateinische paganus, was eigentlich Mann auf dem Lande bedeutet. Dieser Bedeutungswechsel ist auf die Beobachtung zurückzuführen, dass die Menschen auf dem Lande wesentlich länger Heiden blieben als die Städter. Aus dem Munde eines Heiden wirft diese Wortschöpfung ein Licht auf das Bewusstsein vom Gegensatz der Christen und der Heiden. Jedenfalls war der Gegensatz zwischen Heiden und Christen nun in das allgemeine Bewusstsein gedrungen. Gleichzeitig macht sich der Einfluss des Christentums bemerkbar: Die Asen werden in dieser Periode oft als "Mächte" und "Kräfte", die die Welt steuern, bezeichnet. Thor wird in Parallele zu Christus nun als hinn allmáttki áss, also als "allmächtiger Ase" bezeichnet. Der Gegensatz zwischen Christen und Heiden konnte sich zu Hass und Verachtung steigern. So dichtete ein unbekannter Skalde Islands über Þorvaldr viðforli (der Weitgereiste), der 980 als Christ nach Island heimgekehrt war, und seinen Freund Bischof Fredrik, der Island missionieren wollte:
Der Bischof hat getragen

neun Kinder,

und Þorvaldr ist

der Vater von allen.
Das sollte wohl eine Anspielung auf "Kinder Gottes" und 9 Bekehrte sein, und die Bischofstracht konnte auch als feminin betrachtet werden. Außerdem trug ein Missionar keine Waffen, ein weiterer unmännlicher Zug. Darüber hinaus wird auch ein homosexuelles Verhältnis zwischen den beiden angedeutet. Es gibt noch weitere antichristliche Gedichte aus dieser Zeit. So rühmte die Skaldin Steinunn Refsdóttir Thor, dass dieser das Schiff des Missionars Þórbrandr im Sturm zerschellen ließ. Doch das Christentum ließ sich nicht aufhalten, und so dichteten viele Skalden, die vorher Thor und die Asen gepriesen hatten, nunmehr Loblieder auf Christus.
Auf jeden Fall hat Håkon aufgrund des entschlossenen Widerstandes seinen Missionsversuch aufgegeben. Ein Grund mag auch gewesen sein, dass seine wichtigste politische Stütze Sigurd Jarl gewesen ist. Was dieser vom Christentum hielt, ist nicht bekannt. Aber sein Sohn Håkon Jarl bekämpfte das Christentum immerhin entschieden. Dieser Widerstand kann auch an dem Beharrungsvermögen der freien Bauern in der trønderischen Thingversammlung gelegen haben. Die archäologischen Zeugnisse der Gräber zeigen, dass das Christentum in Vestland auf dem Vormarsch war, während bis zum 10. Jahrhundert in den Inlandsdistrikten und in Trøndelag die heidnischen Begräbnissitten noch lange vorherrschten.

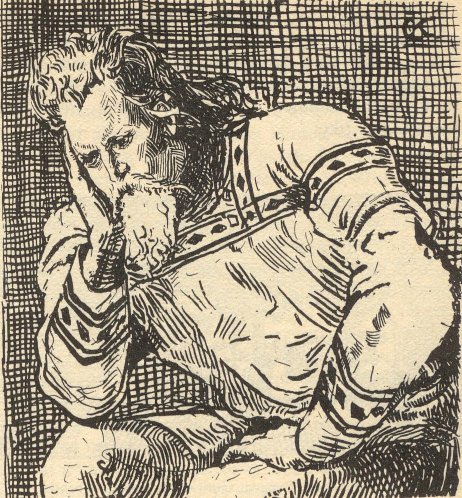
Håkon Jarl

Die heidnische Reaktion erfolgte unter der Herrschaft Håkon Jarls. Er unternahm es, die alten heidnischen Gebräuche wieder aufleben zu lassen, wurde aber von Olav Tryggvason vertrieben. Olavs Einsatz für das Christentum vor Olav dem Heiligen wurde in späteren Berichten in eine Parallele zu Johannes dem Täufer und Jesus gestellt.
Die Christianisierung kam unter Olav Tryggvason zum vorläufigen, unter Olav dem Heiligen zum endgültigen Abschluss. Die damit verbundenen sozialen Veränderungen waren groß. Neben den König trat nur die Kirche als Institution. Das lateinische Alphabet wurde eingeführt und ermöglichte die Verschriftlichung der Sagas und der Dichtkunst. Fastenzeiten und Feiertage waren zu beachten. Die Lebensabschnittskulte wurden nun durch Taufe, monogamische Heirat und Begräbnis ersetzt. Dies alles geschah ziemlich abrupt in wenigen Jahrzehnten, was ohne die lange Vorlaufzeit gar nicht denkbar gewesen wäre. Gleichwohl ist nicht davon auszugehen, dass die Menschen sich auch wirklich in kurzer Zeit vom Glauben der Väter lossagten. Eine lange Zeit des Synkretismus darf unterstellt werden, die auch in der Mischung von heidnischen und christlichen Grabbeigaben zum Ausdruck kommt. Die Organisation des Christentums mit Bischöfen an Bischofssitzen führte ja zu einem starken religiösen Gefälle von der Stadt zum Lande hin. Gleichwohl darf man die Attraktivität des Christentums auf die Häuptlinge und freien Bauern, die Kulturträger des Landes, nicht unterschätzen. Neben der rationalen, entmythologisierenden, geschlossenen und systematischen Gedankenwelt des Christentums konnten die anthropomorphen Göttergeschichten memetisch nicht bestehen. Auf der anderen Seite galt den streitbaren Männern das Christentum als schmählich und ein Christ eine Schande für die Familie. Man hat es also mit einer überlagernden Verschränkung gegenläufiger Strömungen zu tun. Aber auch hier hatte das Christentum ein Angebot: Während heute der Erlösungstod Jesu im Mittelpunkt steht, wurde damals der über den Tod und besonders über einen konkret vorgestellten Teufel siegende Christus, der erst in die Hölle hinabstieg, deren eiserne Tore sprengte, den Teufel in Ketten legte, die heiligen Menschen befreite und nun an der Gottesherrschaft teilhatte, in den Vordergrund gestellt. Dies alles wurde dem im Mittelalter weit verbreiteten apokryphen Nikodemus-Evangelium entnommen. Dieses Evangelium wurde im 12. Jahrhundert sogar ins Norrøna unter dem Titel Niðrstigningarsaga übersetzt. Gleichzeitig wurden die heidnischen Götter nicht etwa geleugnet, sondern in teuflische Dämonen umgedeutet. Wichtiges Missionsargument war dabei, dass diese Götter durch den Sieg Christi ihre Macht eingebüßt hatten. Das Scheitern Olavs des Guten in seiner Regierung wird in den Sagas auch darauf zurückgeführt, dass er bei der Durchsetzung des Christentums zu zaghaft gewesen sei, indem er die heidnischen Kultstätten verschont habe. Die uns heute als unchristlich erscheinende gewaltsame Bekehrung war über den momentanen und konkreten Zwang hinaus auch ein beeindruckendes Argument in der Auseinandersetzung zwischen dem Christengott und den Heidengöttern, die ihre Anhänger nicht zu schützen vermochten. Dahinter stand auch der Kampf um die nationale Einheit Norwegens gegen die Bedrohung aus Dänemark.
Der Hauptschub der christlichen Mission kam von England. Wenn Harald Blåtand sich auf dem Jelling-Stein rühmt, dass er "die Dänen zu Christen" gemacht habe und sein dänisches Königtum sich auch direkt auf Ostnorwegen erstreckte, während er im Westen nur ein mehr oder weniger abstraktes Oberkönigtum innehatte, kann man durchaus annehmen, dass sich dieser Satz auch auf Ostnorwegen und Westschweden bezieht. Allerdings fehlen dazu irgendwelche Hinweise in diesen Gebieten. Andererseits sprechen die konzentrierten Bemühungen Olav Tryggvasons gerade dort dafür, dass er den missionarischen Eifer Harald Blauzahns dort als eine Bedrohung Norwegens empfand, die es abzuwehren galt. Dass die Mission der westnorwegischen Küste hauptsächlich von England aus erfolgte, mag auch der historische Kern der Legende um St. Sunniva sein, der ersten norwegischen Heiligen. Sie soll als fromme christliche irische Königstochter vor den Nachstellungen eines heidnischen Freiers nach Selja in Norwegen geflüchtet sein, wo sie ebenfalls von heidnischen Wikingern angegriffen wurde. Sie sei in eine Höhle geflüchtet, und nach einem Gebet um Hilfe habe ein Steinschlag den Höhleneingang verschüttet. In der Zeit Olav Tryggvasons sei man durch Wunderzeichen zur Höhle geführt worden und habe dort noch die unverweste frische Leiche gefunden. Allerdings gehört sie ins 11. Jahrhundert und kann keine Hinweise auf die Mission im 10. Jahrhundert geben. Da aber die englische Kirche ganz unter dem bestimmenden Einfluss Knuts des Großen stand, bedeutete dies auch eine Gefahr für die Selbständigkeit Norwegens. Daher kam es zu einer ersten Kontaktaufnahme mit dem Erzbistum Hamburg-Bremen. Bischof Grimkel aus dem hirð Olafs reiste wahrscheinlich vor 1025 nach Bremen, um sich und die norwegische Kirche Erzbischof Unwan zu unterstellen. Unter Olav dem Heiligen begannen auch die ersten Romreisen von Norwegern. Einar Þambarskelfi („Bogenschüttler“), ein reicher Mann aus vornehmer Familie und der mächtigste Mann in Trøndelag, fuhr 1023 zuerst zu König Knut nach England und anschließend nach Rom. Er war gegenüber Olav dem Heiligen neutral, bekämpfte ihn nicht, setzte sich aber auch nicht für ihn ein. Nach Olafs Tod setzte er sich aber für dessen Heiligenkult ein und überführte zusammen mit Bischof Grimkil dessen Leiche nach Nidaros. Auch der Skalde Sigvat Þordarson, ein enger Berater Olavs des Heiligen, reiste nach Rom. Später dichtete er ein Preislied auf Olav. Er und Magnus der Gute gelten als Urheber der Erhebung Olavs zum Nationalheiligen, eine wichtige Voraussetzung für die Verselbständigung der norwegischen Kirche.
Die Kirchenorganisation entwickelte sich. Die ersten Missionsbischöfe hatten noch kein fest umrissenes Bistum und auch keinen festen Sitz. Sie waren alle formal auf Nidaros geweiht. Unter Olav dem Heiligen wurde zunächst der Kirchenbau vorangetrieben. In jedem Bezirk sollte nach dem im Christenrecht zitierten Beschluss des Mostarthings von 1024 eine Kirche stehen, die "fylkeskirche". Anschließend wurde die Kirchenorganisation verfeinert, indem "fjerdingskirker" (Viertelskirchen) und "åttingskirker" (Achtelkirchen) nach der Einteilung des Fylke gebaut wurden. Es kann aber durchaus sein, dass es sich bei dieser Bestimmung um ein nicht immer durchgeführtes Bauprogramm handelt. Es ist nicht einmal sicher, ob "åttingskirker" überhaupt gebaut worden sind. Aber bald wurden auch die "fjerdingskirker" als Hauptkirchen bezeichnet. Im Ostland ist die Lage unübersichtlich. Da gab es Fylke, die in drei Unterbezirke eingeteilt waren, so dass es dort "tredingskirken" gab. Dies waren alles offizielle Kirchen, die mit eigenen Grundbesitz zur Unterhaltung der Kirche und Bezahlung der Priester ausgestattet waren. Der Besitz stammte in der Regel aus dem Krongut.
Die Archäologie hat gezeigt, dass die Kirchen auf bereits bestehende christliche Friedhöfe gestellt hat. Zunächst hat man Holzkirchen gebaut. Später wurden sie durch wesentlich größere Steinkirchen ersetzt. Als ungefähres Normalmaß kann für die Holzkirche Innenraummaße von 11,50 m Breite und 27 m Länge annehmen. Für die Steinkirchen waren demgegenüber eine Breite von 11,50 und eine Länge bis zur Apsis von 27 m normal.
Daneben gab es die Eigenkirchen der Bauern, die Hægendiskirker (= Bequemlichkeitskirchen) genannt wurden. Im 13. Jahrhundert gab es über 1000 Kirchen im ganzen Land. Nach dem ältesten Borgathingslov stand das Besetzungsrecht aller Kirchen den Bauern zu. Später zog der Bischof dieses Recht für die offiziellen Kirchen an sich. Dies ist der Zustand in allen späteren Gesetzen. Dagegen gehörten die Priester an den Eigenkirchen zur Hausgemeinschaft des Bauern. Das änderte sich aber bald, und schon im Gulathingslov sind die Priester der Eigenkirchen den Priestern der öffentlichen Kirchen gleichgestellt. Laut Gesetz mussten Priester die Taufe vornehmen, die Beichte hören und den Gottesdienst ordnungsgemäß durchführen können. Diese Bestimmung lässt darauf schließen, dass das nicht allgemein der Fall war. Außerdem musste er den kirchlichen Kalender überwachen. Wenn er die Festtage durcheinanderbrachte, waren 3 Mark Buße an den Bischof fällig, denn eine solche Unachtsamkeit konnte die Gemeinde zu Gesetzesbrechern machen. Sollte er mehr als einmal im Jahr die Fastentage oder Festtage falsch angeben, konnte der Bischof ihn absetzen. Der Bischof überwachte die Priester und ihre Ausrüstung mit Gerät und Messbüchern. Das zeigt, dass die kirchlichen Amtsträger im ganzen Land sehr rasch einer starken Disziplin unterworfen waren. Unter diesen Umständen war es schwierig, schnell genug einen hinreichend qualifizierten Priesterstand zu schaffen. Die meisten Priester kamen daher zunächst aus England. Aber bald wurden an den Bischofssitzen Domschulen gegründet, wo die angehenden Priester auch Latein lernen mussten. Die kirchlichen Regeln über das Jahr und insbesondere die sehr weitreichenden Ehegesetze griffen tief in das Leben aller Bewohner ein und führten zu einer völligen Umgestaltung des Lebensablaufs.
Eine Großzahl von Inschriften aus dem 11. Jahrhundert lässt auf ein großes religiöses Engagement der Frauen schließen. Die Auffassung, dass vor Gott die Geschlechter gleich seien, muss eine große Anziehungskraft für sie gewesen sein, ebenso erst die Einschränkung und dann das Verbot der Kindesaussetzung.
Die Bischöfe waren die treibende Kraft der inneren Entwicklung Norwegens. Die zentralistische und hierarchische Kirche war auch Vorbild für die Organisation des Staates. Ihr Amt zwang sie, immer unterwegs zu sein, weil sie Kirchen einweihen, Firmungen spenden und Pfarreien visitieren mussten. Deshalb waren sie bestens über die Verhältnisse im Lande unterrichtet. Sie stützten sich auf den König, und der König stützte sich auf sie. Seit dem 9. Jahrhundert hatte Hamburg-Bremen das Erzbistum über die nordischen Lande inne. Aber die norwegischen Bischöfe hatten in der Missionszeit ihre Verbindungen vor allem nach England. So hatte die Herrschaft des norddeutschen Bischofs nur einen begrenzten Einfluss auf die norwegischen Verhältnisse. Adalbert wollte sein Erzbistum sogar zu einem nordeuropäischen Patriarchat erhöhen. Da Magnus der Gute nach seiner Krönung 1041/1042 immer wieder Widerstände erfuhr, suchte er einen Schulterschluss mit dem Erzbischof. Daher brachte er auch einen deutschen Bischof nach Norwegen, Bernhard "den sakslanske" (= der Deutsche). Als Harald Hardråde die Herrschaft übernahm, endete die Zusammenarbeit abrupt. Sein Nachfolger Olav Kyrre suchte wiederum ein besseres Verhältnis zum Bremischen Erzbischof. Unter seiner Regierungszeit begann die norwegische Kirchenorganisation Gestalt anzunehmen. Die Bischöfe bekamen Bistümer zugewiesen, die sich an Verwaltungsbezirke der Thingverbände anlehnten. Bischof Bernhard wurde Bischof im Gulathings-Bezirk. Der offizielle Bischofssitz wurde Selja (kurz oberhalb vom Nordfjord), wo die Reliquien der Hl. Sunniva lagen. Zuerst eine kleine Holzkirche, wurde später eine große Christuskirche aus Stein als Bischofskirche gebaut. Aber bald ging er nach Bergen, wo er auch starb. Seitdem ist Bergen der Bischofssitz. Aber er dürfte auch in Stavanger residiert haben. Das Bistum wurde jedoch um das Jahr 1025 geteilt, und Stavanger bekam einen eigenen Bischof.
Im Frostathingsbezirk war das gegebene Zentrum Trondheim, im kirchlichen Kontext Nidaros genannt. Zu Zeiten Adams von Bremen gab es sechs Kirchen in der Stadt, und Olav Kyrre baute die Christuskirche als Domkirche für den Bischof. Um 1100 kam noch ein Benediktinerkloster in Nidarholm hinzu. Für das Ostland wurde in Oslo ein Bischofssitz errichtet. Bischofskirche war die um 1130 fertiggestellte St.-Hallvards-Kirche. Auch dort entstand in der ersten Hälfte des 12. Jahrhunderts ein Kloster.
Die Kirche war nunmehr nicht mehr so eng an den König gebunden wie früher. Hinzu kam, dass die Kirche durch Einführung des Kirchenzehnten eine solide Finanzierungsgrundlage erhielt. Der Zehnte wurde in Nidaros offenbar unter König Sigurd Jorsalfare eingeführt. Er wurde vom Ackerbau, der Viehhaltung und dem Fischfang entrichtet. Er wurde in vier gleiche Teile geteilt, je ein Viertel für den Bischof, die Priester, den Kirchenbau bzw. die -unterhaltung und die Armen. Dafür wurden die Gebühren für einzelne kirchliche Handlungen abgeschafft. Vorher mussten die Gläubigen Stolgebühren für die Taufe, die Eheschließung den Krankenbesuch und die Beerdigung bezahlen.
Eine andere Folge der Christianisierung war die Pilgerbewegung. Bereits Harald Hardråde soll 1034 das Heilige Land besucht haben und nach Jerusalem zur Grabeskirche und zu anderen bekannten Pilgerzielen gekommen sein. Er soll nach der Pilgersitte auch im Jordan gebadet haben. Jerusalem war das wichtigste Pilgerziel aus dem Norden, wenn auch nicht das am häufigsten besuchte. Als Besonderheit fiel auf, dass auch Frauen solche Pilgerreisen unternahmen. Im Kloster Reichenau sind 700 skandinavische Pilgernamen nachzuweisen. Das häufigste Ziel der Reisenden war Rom. Dabei handelte es sich allerdings nicht immer um Pilgerfahrten, sondern auch um Aufgaben der Kirchen- und Ordensverwaltung. Insbesondere gewann im 14. Jahrhundert der skandinavische Birgitten-Orden mit seinem Mutterhaus in Rom Bedeutung. An zweiter Stelle in der Häufigkeit stand Santiago de Compostela. Es sind viele Testamente und Transaktionen überliefert, die zur Finanzierung dieser weiten Pilgerfahrten dienten. Man weiß daher mehr über die großen Pilgerfahrten als über die kurzen, die keine größeren finanziellen Anstrengungen erforderten. So findet man Pilgerzeichen von vielen Pilgerorten, die in schriftlichen Quellen nicht erwähnt werden, zum Beispiel Neuss, Königslutter, Marburg und Trier. Innerhalb Skandinaviens war Trondheim mit den Reliquien des hl. Olav das bedeutendste Pilgerziel. Danach kam insbesondere im späteren Mittelalter Vadstena. Die Wunderlegenden nach der hl. Birgitta und ihrer Tochter Katharina sind eine wichtige Quelle für das tägliche Leben der Skandinavier und der Pilger. Daneben gab es weitere Wallfahrtsorte von regionaler Bedeutung, die aber nicht alle überliefert sind. So ist in Königin Margarethes Testament der Wallfahrtsort Hattula genannt, was auf eine größere Bedeutung hinweist.